# Doxomysis acanthina
Doxomysis acanthina är en kräftdjursart som beskrevs av Talbot 1997. Doxomysis acanthina ingår i släktet Doxomysis och familjen Mysidae. Inga underarter finns listade i Catalogue of Life.